# Maximato
Het Maximato is de periode tussen 1 december 1928 en 1 december 1934 in de geschiedenis van Mexico.
Sterke man in deze periode was Plutarco Elías Calles. Hij had in 1929 de Nationaal Revolutionaire Partij opgericht, met zichzelf als jefe máximo (opperste chef) van de partij. Calles, president tussen 1924 en 1928, was namelijk grondwettelijk niet toegestaan zelf president te zijn. Door zijn positie als jefe máximo wist hij, hoewel hij geen president meer was, toch achter de schermen aan de touwtjes te trekken.
Het Maximato kwam ten einde toen president Lázaro Cárdenas del Río geen zin meer had om naar het pijpen van Calles te dansen. Bovendien was Calles danig naar rechts afgeschoven en begon hij fascistische trekken te vertonen. Op 9 april 1936 zette Cárdenas del Río Calles en zijn aanhangers op het vliegtuig naar de Verenigde Staten.
De presidenten tijdens het Maximaat waren:
- 1928-1930: Emilio Portes Gil
- 1930-1932: Pascual Ortiz Rubio (afgezet door Calles)
- 1932-1934: Abelardo Luján Rodríguez (ad interim)